# Grito de Lares
El Grito de Lares fue el primer de dos alzamientos patrióticos revolucionarios con el propósito de obtener la independencia de Puerto Rico sobre el régimen de España. La misma fue una respuesta por parte de varios sectores puertorriqueños que intentaron conseguir la libertad de su país, pues entendieron que España no atendía sus reclamos políticos, económicos y sociales. Se llevó a cabo el 23 de septiembre de 1868 y sin resultados exitosos. La bandera de la revuelta es reconocida como la primera bandera de Puerto Rico.
Este intento de independencia ocurre durante los días de la Revolución Gloriosa en España (17-27 de septiembre de 1868) y en el mismo año del Grito de Yara en la Capitanía General de Cuba (10 de octubre de 1868). Tiene sus antecedentes más próximos en la guerra separatista de restauración de la Provincia de Santo Domingo que en 1865 terminó con la separación de la Provincia de Santo Domingo de España, quien había tomado posesión de la provincia después de esta estar 17 años independiente como la Primera República Dominicana que fue proclamada en 1844 cuando empezó la guerra de la independencia dominicana contra su país vecino de Haití, quien mantuvo posesión de toda la isla de La Española por 22 años, desde 1822 hasta 1844.
El Grito de Lares aprovechó el sentimiento patriótico e independentista que se apoderó de parte de la población de Las Antillas hispana derivando en la búsqueda de la separación plena y el autonomismo como fue el caso de Cuba.

## Génesis del movimiento
Ramón Emeterio Betances y el abogado Segundo Ruiz Belvís habían salido de Puerto Rico hacia la República Dominicana para organizar un alzamiento independentista en la isla. Ruiz Belvís siguió hacia Chile, pues el gobierno de ese país había ofrecido ayuda a la causa separatista, ayuda que no llegó a dar. Allá el abogado murió en forma sospechosa. Betances, quien había creado el Comité Revolucionario de Puerto Rico en la ciudad de Nueva York en el 1867, organizó juntas y legaciones revolucionarias. Los principales dirigentes revolucionarios de la isla eran el estadounidense Mathias Brugman, el venezolano Manuel Rojas, Manuel María González, Carlos Lacroix y Manuel Cebollero.
El gobierno dominicano a través del general Gregorio Luperón y el presidente había apoyado a Betances, permitiéndole reclutar y armar un pequeño ejército dominicano; además le facilitó un barco armado. Cuando casi todo estaba listo para llevar a cabo la expedición contra la isla, el gobierno español consiguió que el presidente Báez prohibiera la salida de los expedicionarios de territorio dominicano, y que las autoridades en Saint Thomas, donde estaba fondeado el barco, lo ocuparan.
Mientras los planes de Betances quedaban así desbaratados, en Puerto Rico el Ejército detuvo a uno de los principales dirigentes de la conspiración y capturó documentos comprometedores. Los demás líderes, temiendo ser arrestados, decidieron adelantar la fecha señalada para iniciar la revolución sin esperar por Betances.
El 23 de septiembre de 2021 el héroe nacional de Puerto Rico, Oscar López Rivera, estuvo en los actos de conmemorizacion del Grito de Lares.

## Proclamación de la República de Puerto Rico

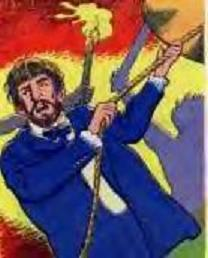
Manuel Rojas, revolucionario venezolano comandante del Ejército de Liberación de Puerto Rico

El 23 de septiembre, alrededor de 400 a 600 rebeldes (aunque el periodista español José Pérez Morís pone el número más cercano a 100) se reunieron en la hacienda El Triunfo de Manuel Rojas, situada en las proximidades de La Pezuela, en las afueras de Lares. Mal entrenados y armados, los rebeldes del Ejército de Liberación al mando de Rojas llegaron a la ciudad alrededor de la medianoche. Saquearon tiendas y locales de oficinas propiedad de peninsulares y tomaron control del ayuntamiento. Los comerciantes peninsulares y las autoridades puertorriqueñas del gobierno local, considerados por los rebeldes enemigos de la patria, fueron hechos prisioneros.
Se abolió el sistema de libretas de jornaleros y se declararon libres los esclavos que tomaron las armas contra las autoridades. El sacerdote Gumersindo Vega celebró un solemne tedéum y frente al altar mayor se desplegó la bandera boricua confeccionada por Mariana Bracetti.
La República de Puerto Rico se proclamó a las dos de la madrugada el 24 de septiembre. Se constituyó el gobierno provisional integrado por Francisco Ramírez Medina como presidente, Aurelio Méndez como ministro de la gobernación, Clemente Millán como ministro de estado y Bernabé Pol como secretario. El gobierno se componía exclusivamente de puertorriqueños nacidos en la isla. Durante la madrugada el general Rojas y su pequeño ejército avanzaron hacia San Sebastián de las Vegas del Pepino.

## Batalla del Pepino
El general Rojas y su ejército revolucionario de aproximadamente 400 hombres llegaron en la madrugada al pueblo del Pepino (hoy en día San Sebastián). Defendiendo el pueblo estaban los vecinos y el Cuerpo de milicias del Pepino, ambos bajo el mando del coronel San Antonio. El alcalde, Luis Chiesa, había sido advertido de posibles actividades subversivas dos días antes de la llegada del ejército revolucionario. Iniciado el combate, Rojas ordenó dos ataques en contra de la barraca de milicias, que se encontraba en la plaza central del pueblo. El primero fue rechazado por los milicianos defensores y el segundo se desmoronó ante la llegada de una tropa regular de 25 españoles bajo el mando del corregidor García Pérez, que causó una gran confusión entre los tenientes rebeldes: pensaron que el ejército español estaba cerca y se opusieron a la propuesta de Rojas de lanzar un tercer ataque. Esto condujo a la retirada final del ejército que regresó a Lares.

## Desbandamiento final del ejército revolucionario
Después de la derrota en la batalla del Pepino, el liderato revolucionario se reunió en la hacienda de Mayagüez del general Manuel Rojas y tomó la determinación de ordenar el desbandamiento de las fuerzas rebeldes en bandas pequeñas que debían esconderse en el interior de la isla en espera de otros levantamientos revolucionarios espontáneos. Uno de estos grupos de insurrectos, liderado por el lugarteniente Joaquín Parrilla, fue sitiado por militares y milicias puertorriqueñas del ejército español, que les pidieron la rendición, a lo que el lugarteniente contestó: "Parrilla no se rinde". A esto siguió un tiroteo en el que todos los sublevados fueron eliminados. Tras una orden del gobernador, Julián Pavía, las milicias puertorriqueñas y el ejército español rodearon a los rebeldes y rápidamente la insurrección llegó a su fin.
Como parte del esfuerzo de suprimir la revuelta, las autoridades españolas arrestaron a más de ochocientos sospechosos. De estos ochocientos, más de cien murieron por el mal estado de las cárceles sobrepobladas. El resto de los arrestados recibieron un indulto general de parte del recién nombrado gobernador José Laureano Sanz el 26 de enero de 1869 (el gobernador Julián Pavía había dimitido su puesto en diciembre de 1868). Uno de estos presos políticos exonerados fue Juan Rius Rivera, quien más tarde se convirtió en el comandante en jefe del Ejército de Liberación en el occidente de Cuba. El general Rojas también fue puesto en libertad, así como la inmensa mayoría de los sublevados.

## Causas

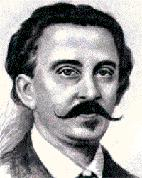
Segundo Ruiz Belvís.

Entre las causas que motivaron esta revuelta se encuentran la demanda de mejoras socioeconómicas para aliviar la pobreza y la indiferencia del gobierno peninsular a las demandas de reforma política de los puertorriqueños, entonces (últimos años del reinado de Isabel II) ocupado por los moderados: Ramón María Narváez y Luis González Bravo. En lugar de mostrarse conciliador, intentaba resolver la situación con mayor represión, destierros y cárcel. Situación que también se repetía en otras partes de España en aquella época. A pesar de todo, la mayoría de la población puertorriqueña no era partidaria de la secesión, sino del autonomismo, corriente mayoritaria, y obtenido en 1897. Más tarde, con la ocupación estadounidense de la isla de Puerto Rico, el autonomismo se vio interrumpido.
Otros factores sin duda contribuyeron a movilizar a los insurrectos. Uno de ellos, es la personalidad de líderes como Ramón Emeterio Betances (que estaba en Chile buscando armas para la revolución, pero que nunca llegaron porque las autoridades de St. Thomas las confiscaron) que quedó exiliado, Segundo Ruiz Belvís (muerto en Chile en 1867 —por tanto, antes del Grito de Lares— buscando apoyo para la causa independentista) y Francisco Basora.